# Svarttjärnarna (Hedemora socken, Dalarna)
Svarttjärnarna är en sjö i Hedemora kommun i Dalarna och ingår i Dalälvens huvudavrinningsområde.